# Бётлингк, Оттон Николаевич
Оттон Николаевич Бётлингк (нем. Otto von Böhtlingk; 1815—1904) — немецкий и русский индолог, санскритолог; русский академик.

## Биография
Родился 30 мая (11 июня) 1815 года в Санкт-Петербурге. Общее образование получил в Главном немецком училище Святого Петра (1822—1829). Затем учился в Санкт-Петербургском университете, где с 1833 по 1835 годы изучал восточные языки, включая арабский, персидский и санскрит. Затем продолжил учёбу в Германии, сначала в Берлине и затем, с 1839 по 1842 год — в Бонне — у Шлегеля.
Вернувшись в 1842 году в Петербург, он был приписан к Императорской Академии наук; в 1855 году был избран ординарным академиком, заведовал академической типографией.
С 28 декабря 1860 года состоял в чине действительного статского советника, а позднее тайного советника.
Был награждён орденами: Св. Станислава 2-й ст. (1855), Св. Анны 2-й ст. (1859), Св. Владимира 3-й ст. (1864); а также Pour le Mérite (гражданский класс).
В 1868 году он переселился в Йену, а в 1885 году — в Лейпциг, где жил вплоть до своей смерти.
По данным на 1894 год был женат четвёртым браком; от второго брака имел детей: Павла (род. 1851), Оттилию (род. 1846), Елену (род. 1853).
Член Копенгагенского общества северных древностей, почётный член Американского восточного общества в Бостоне (1844), член Немецкого восточного общества (1846), корреспондент Эстляндского литературного общества в Ревеле (1848).
Умер 1 апреля 1904 года.

## Научная деятельность

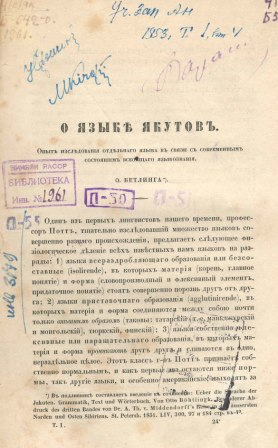
Титульный лист книги «О языке якутов»

Работы Бётлингка имели огромную ценность в сфере индийской и сравнительной филологии. Его первой крупной работой было издание — в 1839—1840 годах, в Бонне — грамматики Панини под названием «Аштадхьяи» («Восьмикнижие»), с комментарием на немецком языке. В 1887 году Бётлингк переиздал эту книгу в Лейпциге, но уже с полным переводом, под названием «Panini’s Grammatik mit Übersetzung» .
Кроме того, вышли ещё несколько работ учёного:
- Vopadevas Grammatik (Санкт-Петербург, 1847)
- Über die Sprache der Jakuten («О языке якутов») (в 3 томах, Санкт-Петербург, 1848—1851)[4]
- Indianische Sprüche (1-е изд. в 3 частях, Санкт-Петербург, 1863—1865)[5]
- критическое издание и перевод «Чхандогья-упанишады» (Санкт-Петербург, 1889)
- перевод «Брихадараньяка-упанишады» (Санкт-Петербург, 1889)

Его главным научным трудом считается, составленный вместе с Рудольфом Ротом, Альбрехтом Вебером и некоторыми другими индологами «Sanskrit-Wörterbuch» («Санскритский словарь»), известный под названием «Большой Петербургский словарь» (7 томов, Санкт-Петербург, 1853—1875; 2-е издание: 7 томов, Санкт-Петербург, 1879—1889). В 1879—1889 годах вышла также сокращённая версия данного словаря — «Sanskrit-Wörterbuch in kürzerer Fassung».